# Ramón Díaz del Río Jáudenes
Ramón Díaz del Río Jáudenes (ur. 11 grudnia 1940 w Vigo, zm. 20 listopada 2023 tamże) – hiszpański polityk, inżynier i samorządowiec, od 1987 do 1989 poseł do Parlamentu Europejskiego II kadencji.

## Życiorys
Pochodził z rodziny o tradycjach żeglarskich. Absolwent Escuela Técnica Superior de Ingenieros Navales w Madrycie (1968), kształcił się w zakresie inżynierii morskiej. Przez wiele lat pracował jako inżynier i menedżer w przedsiębiorstwach z branży morskiej, połowów i przetwórstwa ryb. Zaangażował się w działalność polityczną w ramach Alianza Popular i następnie Partii Ludowej. W ramach Rady Galicji (władzy wykonawczej wspólnoty autonomicznej) zajmował stanowiska ministra rybołówstwa (1982–1983) oraz ministra przemysłu, energii i handlu (1984–1985). Od 1985 do 1987 zasiadał w parlamencie Galicji, w 1987 wybrano go posłem do Parlamentu Europejskiego. Przystąpił do Grupy Europejskich Demokratów. Został wiceprzewodniczącym Delegacji ds. stosunków z państwami Maghrebu (1988–1989), a także członkiem Komisji ds. Rozwoju i Współpracy. W 1996 został dyrektorem zarządzającym Fundacji Provigo.
Żonaty, miał dwoje dzieci.